# Eerik Jago
Eerik Jago (Tallinn, 29 dicembre 1980) è un pallavolista estone.

## Carriera
Crebbe sportivamente in Finlandia, dove la sua famiglia si trasferì quando lui era ancora adolescente. Giocò anche in Belgio e Paesi Bassi, prima di essere ingaggiato dall'Antonveneta Padova, con cui esordì in Serie A1, nel 2006-07. Nella stagione 2007-08 militò in A2 con la maglie della Stilcasa Taviano, mentre per la stagione 2008-09 è stato ingaggiato dalla Framasil Pineto, esordiente in A1.